# End Game (película de 2006)
End Game es una película de acción de 2006 dirigida por Andy Cheng y protagonizada por Cuba Gooding Jr., James Woods y Angie Harmon.

## Argumento
Alex Thomas es una agente del servicio secreto. Era el encargado de proteger y velar por la seguridad del máximo dirigente de América. Tras el asesinato del presidente de los Estados Unidos, asola una terrible conspiración la Casa Blanca.
Alex decide por ello abandonar su puesto en el servicio secreto para investigar el caso de homicidio junto a una insistente periodista, Kate Crawford. Juntos intentan desentramar esa conspiración. Sin embargo, cualquier persona que se atreva a preguntar sobre el caso es asesinado y todo apunta por ello a que los responsables del homicidio son sus propios compañeros.

## Reparto
| Actor             | Personaje          |
| ----------------- | ------------------ |
| Cuba Gooding Jr.  | Alex Thomas        |
| Angie Harmon      | Kate Crawford      |
| James Woods       | Vaughn Stevens     |
| Patrick Fabian    | Brian Martin       |
| Peter Greene      | Jack Baldwin       |
| Jack Scalia       | El Presidente      |
| Anne Archer       | La Primera Dama    |
| David Selby       | Shakey Fuller      |
| Burt Reynolds     | General Montgomery |
| Sarah Ann Schultz | Janice Frost       |

## Producción
El filme fue rodado en Liberty Lake y en Spokane.

## Estreno
Al principio estaba planeado estrenar la cinta en 2005, pero la absorción de MGM por la compañía Sony cambió esos planes. De esa manera se estrenó en 2006.

## Recepción
Hoy en día la producción cinematográfica ha sido valorada en portales cinematográficos. En IMDb, con aproximadamente 5600 votos registrados, la película obtiene una media ponderada de 5,1 sobre 10. En cuanto a Rotten Tomatoes, los más de 5000 votos registrados en el portal dieron a este filme una valoración media de 2,2 de 5. También cabe destacar, que el 55% de los usuarios de La Vanguardia la valoraron positivamente.